# Sifow
Sifow (ギャル社長), née le 11 mai 1985 à Chiba, est une chanteuse japonaise. Avec son mélange d'eurobeat et de pop, elle a prouvé qu'il ne faut jamais juger une personne par son apparence seulement[pas clair], Sifow étant un des modèles de la mode Kogaru.

## Biographie
Née à Chiba le 11 mai 1985, elle est allée au lycée Risshisha, un service d'éducation privée situé à Tokyo. C'est autour de ses 19 ans que Shiho a réalisé que son image publique affectait ses chances dans la vie. Comme gyaru, elle a constaté que beaucoup de personnes ne l'avaient pas prise au sérieux. Les Gyaru sont généralement connues pour ne pas étudier dur à l'école et pour ne pas poursuivre n'importe quel but ou carrière. Leur peau artificiellement bronzée leur pose un risque sanitaire, surtout d'attraper un cancer de la peau. Ainsi les ganguros sont habituellement vus comme ne s'inquiétant pas de leur futur et vivant seulement le moment présent. Pour cette raison, elles sont rarement prises au sérieux par la société.

### Ses débuts dans le mannequinat
Début 2005, les autres disent que Shiho a une mauvaise image. Ainsi, elle a souffert du préjudice et a commencé un blog à cause de ça. Elle a observé sa mode, sa conduite et son discours parce que les autres avaient eu des doutes au sujet de son image. Elle s'est sentie sale et d'autres ont estimé qu'elle n'était pas assez sérieuse au sujet de son futur. Elle s'est finalement retrouvée et elle a résolu d'appeler ça la «Gal Revolution». Elle s'est coupée du monde de la société et a écrit des sujets sur ses rêves sur son blog. Elle a décidé qu'elle voulait faire des affaires et a reçu beaucoup d'appui par l'intermédiaire des lecteurs de son blog. À seulement 19 ans, elle est parvenue à posséder un petit business appelé «G-Revo». Ensuite elle a commencé une carrière de mannequin qui a très bien marché. Pendant son mannequinat, Shiho a décidé qu'elle allait être chanteuse, parce que c'était l'un de ses rêves.

### Début de sa carrière musicale
Elle a changé son nom public en Sifow et débuta et produisit elle-même son premier single I UTA en avril 2005. En raison de la popularité croissante de son blog, la promotion et les ventes en ligne ont été établies sur le site et les 2 000 exemplaires limités se sont vendus en quelques jours. Les mois suivants, Sifow a sorti trois autres singles, qui ont été vendus grâce à la promotion faite par l'intermédiaire de son blogue. En raison de son modèle et de son style unique d'eurobeat s'est mélangé avec la «fantaisie pop», Sifow a alors gagné l'attention d'un des plus reconnus des labels du Japon, Avex Trax. Son premier mini album intitulé &YOU RÉVOLUTION, est sorti le 15 février 2006. Il contient 2 nouvelles chansons, et les autres sont réarrangées et ré-enregistrées. Sifow a également filmé une vidéo promotionnelle de la chanson, Jewel, il a été dirigé par Takahide Ishii (Ami Suzuki, ...). Néanmoins Avex Trax a semblé donner peu de promotion à l'album de Sifow et il n'a pas obtenu beaucoup d'attention. Le même mois, Sifow a également posé pour «DDR Strike» de Konami.
Hormis sa carrière musicale, deux ans après avoir commencé son blog, Sifow a montré qu'elle est allée à l'encontre du stéréotype accordé aux gyarus et a établi sa propre compagnie en 2006. Conçu comme seule chaîne de pensée sur son blog en ligne en janvier 2005, l'idée a reçu beaucoup de rétroaction positive, plusieurs de ses lecteurs et amis l'encourageant à agir contre les préjudices auquel elle avait faits face. « G-Revo » signifiant simplement la révolution des filles, était essentiellement un journal d'entrevues dirigées vers la génération des plus jeunes et, en particulier, les jeunes hommes. Le but principal était d'établir un idéal « frais » au sujet du mode de vie, des manières et des sentiments de gyaru concernant la société. Pour illustrer son point de vue, en avril, Sifow a édité son premier livre, «a gal revolution», qui a été limitée à 20 000 exemplaires. Même avant sa sortie, la demande du public oblige à sortir plus d'exemplaires. Le livre a intimement parlé de la vie de Sifow comme gyaru et comment elle passait beaucoup d'heure dans Shibuya, qui est connu en tant que l'un des secteurs de la mode du Japon, en particulier pour les jeunes. Peut-être en hommage à son temps passé dans Shibuya en tant que jeune fille, Sifow a établi son propre magasin, «REVROSSA CLARITY», en mai.

### Major sous Avex Trax
Pendant ce temps Sifow passe en major, avec son premier single sous Avex Trax, CLOVER. Sa vidéo promotionnelle a été filmée à Okinawa et a fait une utilisation forte des contrastes. En juillet, Sifow sort son deuxième single major, LOVE & PEACE. Tandis que ses précédents singles ont maintenu une atmosphère plus calme, celui-ci a montré un côté plus énergique de sifow et a été utilisé comme chanson de fin pour l'émission télévisée « SUPOnchu ». Le mois suivant, sifow a fait une représentation live exclusive pour ses fans le 5 août et a fait une apparition à l'a-nation les 20 et 27 août. En septembre, elle sort son premier album, CLAЯITY, qui arrive 299e à l'Oricon.

### 2007, mise en pause de sa carrière musicale
En 2007, Sifow sort un nouveau single, Carat. Deux mois plus tard, sort un nouveau single intitulé RULE. Son 5e single, Natsu Hanabi, sort le 25 juillet, et était le thème de fin à l'émission TV coprésentée par Sifow « DEEP★PARADISE ». Quelques mois plus tard, Sifow sort son deuxième album, Love Spell, qui n'arrive pas au top 300 de l'Oricon. En outre, on lui a annoncé en avril 2007 qu'elle produirait le groupe Gyaruru. En février 2008, Sifow annonce sur son blog qu'elle met sa carrière musicale en pause pour se concentrer sur l'ouverture d'une école de Gyarus en 2010.

## Discographie

### Albums
Albums studio
1. CLAЯITY (13 septembre, 2006)
2. Love Spell (15 août, 2007)

Mini-Album
1. & You Revolution (15 février, 2006) (Indies)

### Singles
1. I Uta (I 謡?) (17 avril, 2005) (Indies)
2. Mermaid Story (マーメィドストーリィー?) (26 août, 2005) (Indies)
3. Apple ~Ao Ringo~ (Apple ～青りんご～?) (11 novembre, 2005) (Indies)
4. Apple ~Aka Ringo~ (Apple ～赤りんご～?) (25 novembre, 2005) (Indies)
5. CLOVER (17 mai, 2006)
6. LOVE & PEACE (25 juillet, 2006)
7. Carat (7 mars, 2007)
8. RULE (16 mai, 2007)
9. Natsu Hanabi (夏花火?) (25 juillet, 2007)